# Štichov
Štichov (deutsch Stich) ist eine Gemeinde in Tschechien. Sie liegt vier Kilometer westlich von Holýšov und gehört zum Okres Plzeň-jih.

## Geographie
Štichov befindet sich linksseitig des Baches Chuchla im Pilsener Hügelland. Nördlich erhebt sich der Na Plachtě (456 m) sowie im Osten der Makový vrch (480 m). Gegen Süden liegt der Flugplatz Staňkov.
Nachbarorte sind Všekary und Honezovice im Norden, Neuměř im Nordosten, Kvíčovice und Dolní Kamenice im Osten, Horní Kamenice und Ohučov im Südosten, Staňkov, Stříbrnice und Vránov im Süden, Křenovy, Puclice und Malý Malahov im Südwesten, Čečovice im Westen sowie Nemněnice, Charlotta und Černovice im Nordwesten.

## Geschichte
Die erste urkundliche Erwähnung des Vladikensitzes Scychov erfolgte im Jahre 1379.
Im 16. Jahrhundert wurde Štichov an das Gut Čečovice angeschlossen. Im Jahre 1546 kauften die Herren Lobkowicz von Hassenstein das Gut Čečovice auf und vereinigten es mit ihrer Herrschaft Bischofteinitz. Im Theresianischen Kataster von 1757 sind für Stich 14 Bauernwirtschaften und eine Dorfschmiede ausgewiesen, in dem Dorf lebten 122 Personen. Im Jahre 1839 hatte Stich 211 Einwohner, der an der Sprachgrenze gelegene Ort war gemischtsprachig. Bis zur Mitte des 19. Jahrhunderts blieb Stich nach Bischofteinitz untertänig.
Nach der Aufhebung der Patrimonialherrschaft bildete Štichov/Stich ab 1850 eine Gemeinde im Klattauer Kreis und Gerichtsbezirk Bischofteinitz. Ab 1868 gehörte die Gemeinde zum Bezirk Bischofteinitz. In der Umgebung des Dorfes wurde Bergbau auf Zink und Blei betrieben. 1912 wurde die Schule erbaut. Die Freiwillige Feuerwehr entstand 1936. 1940 bestand Štichov aus 52 Häusern, in denen 247 Personen lebten. 1942 wurde die Schule geschlossen, zwischen 1952 und 1978 wurde ihr vormaliges Gebäude als Gastwirtschaft genutzt. 1949 wurde die Gemeinde dem Okres Stod zugewiesen, seit dessen Aufhebung im Jahre 1960 gehörte sie zum Okres Domažlice. 1960 erfolgte die Eingemeindung nach Kvíčovice. Zwischen 1984 und 1990 war Štichov ein Ortsteil von Holýšov. Zum 1. Januar 2021 wechselte die Gemeinde in den Okres Plzeň-jih.

## Sehenswürdigkeiten

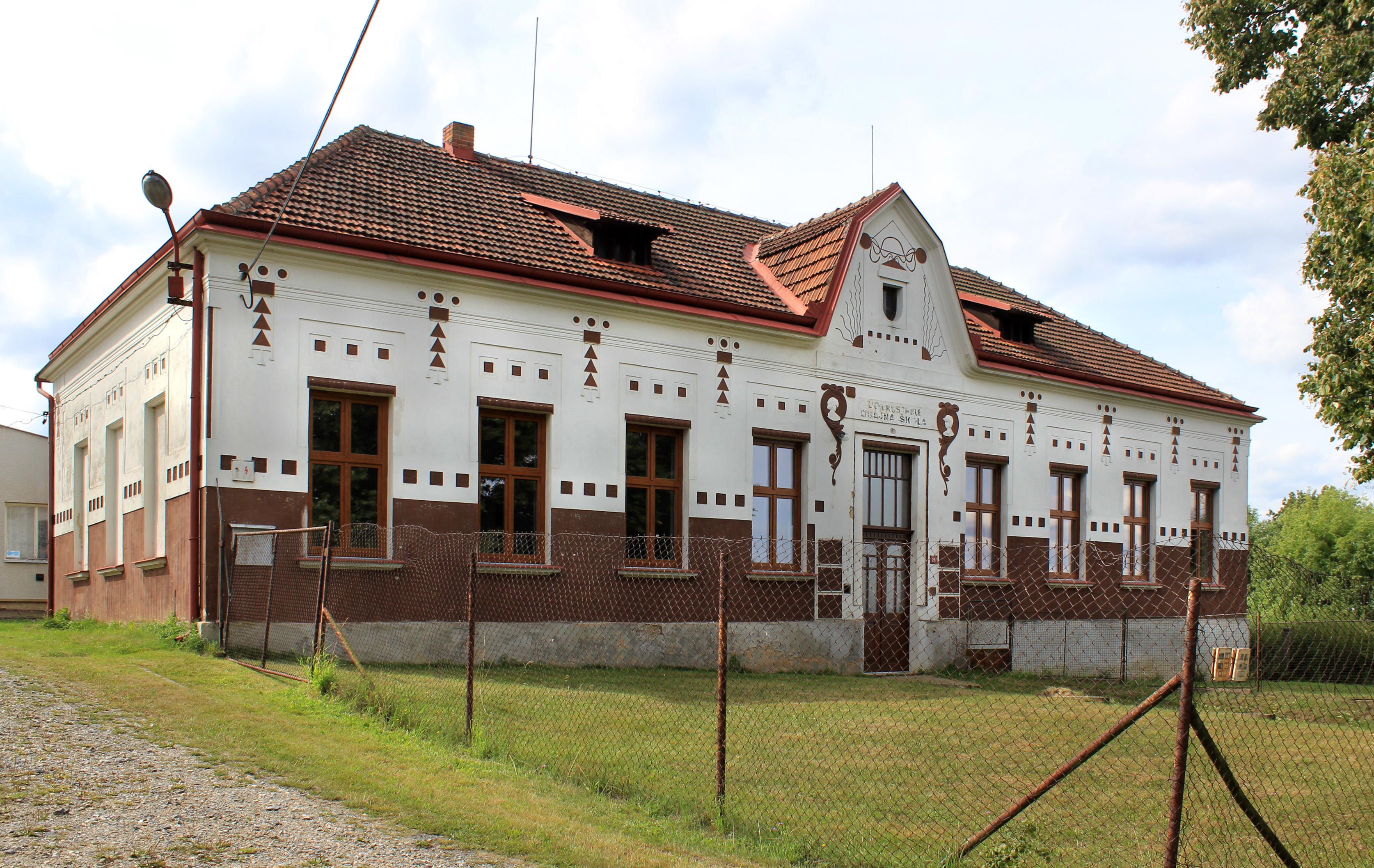
Alte Schule

- Kapelle auf dem Dorfplatz, erbaut 1826
- Gedenkstein an das 10. Jubiläum der tschechoslowakischen Staatsgründung mit Büste von T. G. Masaryk, enthüllt 1928
- Alte Schule, erbaut 1912, sie wurde 2007 von der Gemeinde gekauft und soll zum Gemeindezentrum mit Sitz des Gemeindeamtes umgebaut werden